# Émile Dupont (Politiker, 1834)
Joseph Émile Dupont (* 23. Juni 1834 in Lüttich, Provinz Lüttich, Belgien; † 12. März 1912 ebenda) war ein belgischer liberaler Politiker und ein militanter Verfechter Walloniens.

## Biografie
Nach dem Schulbesuch studierte er Rechtswissenschaft und war nach der Promotion zum Doktor der Rechtswissenschaften als Rechtsanwalt tätig.
Seine politische Laufbahn begann er als Liberaler zunächst als Mitglied des Rates der Provinz Lüttich. 1864 wurde er erstmals zum Mitglied der Abgeordnetenkammer gewählt und gehörte dieser bis 1890 an. Dort war er vor allem aktiv bei der Debatte um die Sprachgesetzgebung 1873, wobei er die Belange Walloniens verteidigte.
Nach seinem Ausscheiden aus der Abgeordnetenkammer wurde er 1890 Mitglied des Senats und gehörte diesem bis zu seinem Tod an. Zeitweise war er Vizepräsident des Senats.
Für seine Verdienste wurde ihm am 6. Mai 1907 der Ehrentitel eines Staatsministers verliehen.
Zu Beginn des 20. Jahrhunderts gehörte er zusammen mit Jules Destrée und Charles Magnette zu den Urvätern der Wallonischen Bewegung, dem Mouvement wallon. 1910 erregte er weithin Aufmerksamkeit durch ein Memorandum, in dem er die Teilung der Verwaltung vorzog anstatt dem Gesetz über die Zweisprachigkeit der Sekretäre der Gerichte zuzustimmen. Diese Schrift wurde vor allem deshalb bekannt, weil sie bereits zwei Jahre vor der eigentlichen Gründung der Wallonischen Bewegung erschien.
| Personendaten    | Personendaten                             |
| ---------------- | ----------------------------------------- |
| NAME             | Dupont, Émile                             |
| ALTERNATIVNAMEN  | Dupont, Joseph Émile (vollständiger Name) |
| KURZBESCHREIBUNG | belgischer Politiker                      |
| GEBURTSDATUM     | 23. Juni 1834                             |
| GEBURTSORT       | Lüttich, Provinz Lüttich, Belgien         |
| STERBEDATUM      | 12. März 1912                             |
| STERBEORT        | Lüttich, Provinz Lüttich, Belgien         |